# Han är Herre, Jesus är Herre
Han är Herre, Jesus är Herre är en psalm med text och musik skriven 1975 av Pelle Karlsson.

## Publicerad i
- Segertoner 1988 som nr 328 under rubriken "Lovsång och tillbedjan".[1]